# Thamnophilus divisorius
Thamnophilus divisorius là một loài chim trong họ Thamnophilidae.